# 晶達光電
晶達光電股份有限公司（簡稱晶達光電），品牌為「Litemax」，成立於2000年8月，是高亮度液晶螢幕及產業專用顯示器系統平台製造商。

## 主要產品
- 高亮度液晶螢幕
- 工業用LCD顯示器

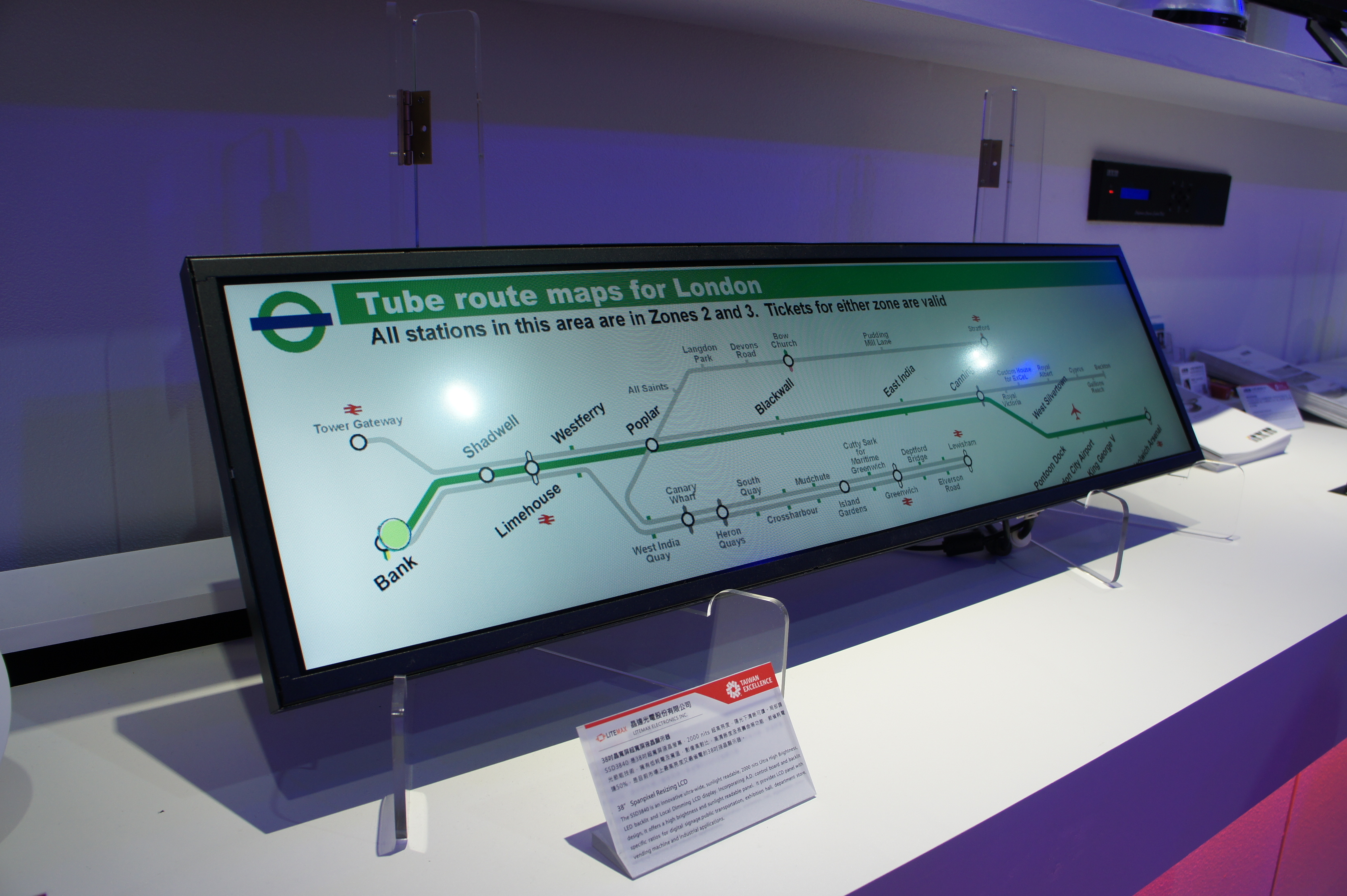
晶達光電38吋超寬屏液晶顯示器SSD3840

- 特殊尺寸超寬屏液晶螢幕顯示器（長條屏、非標屏、異形屏、超寬屏）
- 工業用主機板
- 強固型無風扇工業用電腦
- 觸碰式工業用電腦
- 公共廣播用之數位看板
- 船舶專用面板及系統
- 高亮度無縫式LCD電視牆
- 醫療雲端看護專用系統
- All in one美背式燈箱廣告機
- All in one透明廣告機